# Napszem-mítosz

Szahmet és Tefnut Ré leányai voltak. Szahmet nagyon korán azonosult Tefnuttal és Hathorral, valamint Básztet, Utó, Mut istennőkkel és sok oroszlánistennővel (Menkeret, Ment, Menhit, Seszemtet). Oroszlánfejű nőalakban ábrázolták, fején napkoronggal és ureusszal.

A Napszem-mítosz ókori egyiptomi későkori templomok feliratokon és démotikus papiruszokon fennmaradó történet. Legteljesebb változata a római kori leideni papiruszon olvasható. Ismert a görög verziója is a Ptolemaidák korából, valamint egy osztrakon (cseréplevél) alapján már az újbirodalom korában is.
A történetben a Napisten leánya, akinek neve „Napszem”, távoli és kietlen, núbiai tájakra vándorolt. Napszem Tefnuttal, az oroszlán alakú istennővel azonos.  Több változat ismert. Ré vagy Anhurt, vagy Thotot küldte el, hogy keresse meg és hozza vissza. Az istenség sikerrel járt, történetei és meséi felébresztik Tefnutban a vágyat hazája és apja iránt. Anhur ókori egyiptomi neve (ỉn-ḥr.t) is a sikerről beszél, melynek jelentése: „Aki a távolit visszahozta”. Ez a legenda megegyezik a héliopoliszi Su történetével, az ő párja a szintén oroszlánfejű istennő, Tefnut. Valószínűleg ennek köszönhető, hogy Anhurt gyakran azonosították Suval, míg Mehitet Tefnuttal. A núbiai eredetű Mehit azon istennők egyike, akit Ré szemével azonosítottak, s mint ilyen a Napisten oltalmazójának is tartották. Oroszlánfejű nőalakban ábrázolták, fején napkoronggal és ureusszal.
A Szépművészeti Múzeumban az Anhur és Mehit istenpárt ábrázoló szobor is ezt mítoszt idézi fel.